# عبدالله‌پور
عبدالله‌پور (به لاتین: Abdullapur) در هند است که در آندرا پرادش واقع شده‌است.